# Le Tombeau de Couperin

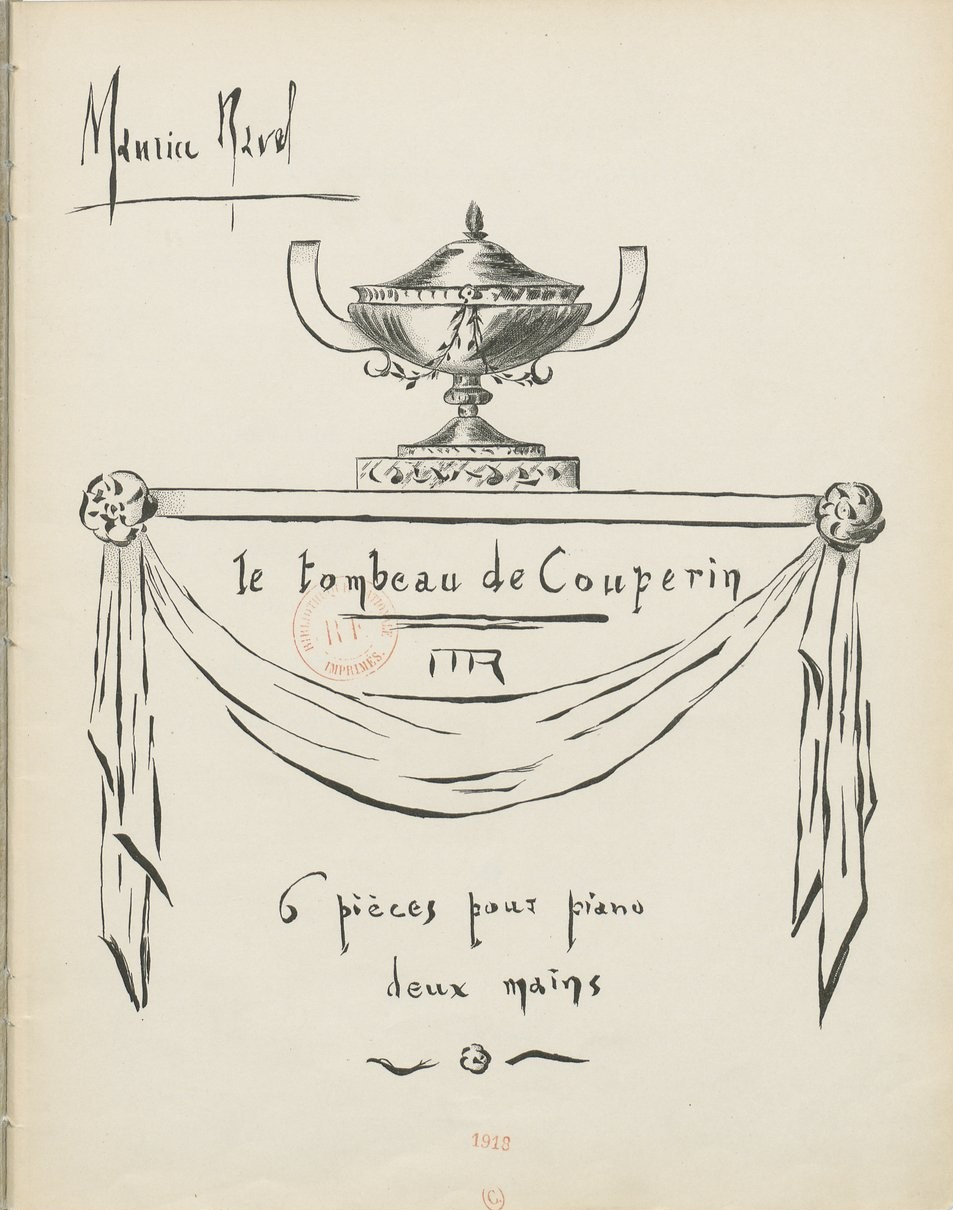

Le Tombeau de Couperin é uma suíte de seis peças para piano de Maurice Ravel composta entre 1914 e 1917 e estreou em 11 de abril de 1919 por Marguerite Long na Société de Musique Indépendante (salle Gaveau).
O trabalho tem a referência M.68, no catálogo das obras do compositor estabelecido pelo musicólogo Marcel Marnat.

## História

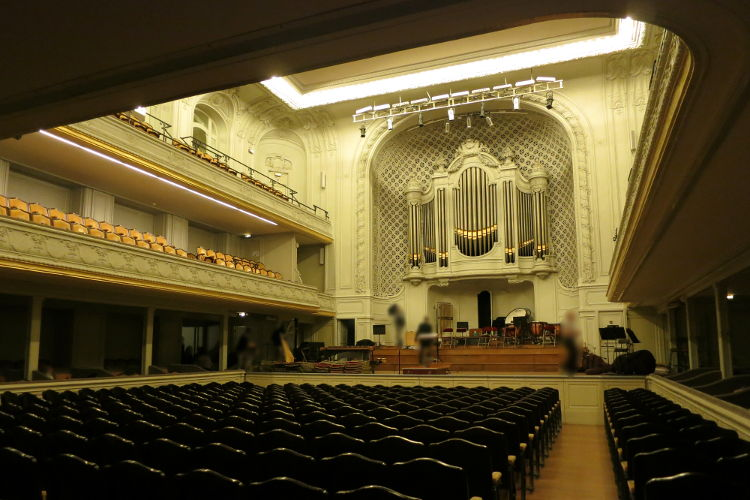
A Salle Gaveau, local de criação.

Desde o início da Primeira Guerra Mundial, Maurice Ravel procurou se envolver, mas já isentos do serviço militar em 1895, por causa de sua fraca constituição, é recusado por ter "dois quilos a menos" (com um peso de apenas 48 kg). Em 1 de outubro de 1914, Ravel escreveu ao seu amigo Roland-Manuel "Je commence deux séries de morceaux pour pianos, dont une suite française. Oh non, ce n'est pas ce que vous croyez, la Marseillaise n'y figurera point, il y aura une forlane, une gigue, pas de tango cependant. Je commence deux séries de morceaux pour pianos, dont une suite française. Oh non, ce n'est pas ce que vous croyez, la Marseillaise n'y figurera point, il y aura une forlane, une gigue, pas de tango cependant" A força dos passos para ser incorporado à aviação, é, em última análise, como o motorista de um caminhão do exército, ele chamou de Adelaide, ele foi enviado perto de Verdun, em março de 1916.
Vítima em toda a probabilidade de uma disenteria, e peritonite, Ravel foi operado em 1 de outubro de 1916 antes de serem enviados para a convalescença e depois apurado em março de 1917. A notícia da morte de sua mãe, o que ocorreu em janeiro de 1917, atinge o compositor enquanto ele ainda está sob os trapos. Ele mergulhou em um desespero sem comparação com o causada pela guerra: profundamente abatido, levaria vários anos para superar a sua tristeza.
Amadureceu como início de 1914, o trabalho foi quase inteiramente composto em 1917, enquanto que Ravel, doente, foi dispensado honrosamente. Ele terminou Le Tombeau... em junho de 1918, em Lyons-la-Forêt, na casa de madame Dreyfus, sua "madrinha de guerra" e mãe de Roland-Manuel.
Le Tombeau de Couperin foi criado em 11 de abril de 1919 na Salle Gaveau por Marguerite Long. O sucesso foi tal que ela teve de bisar integralmente a obra.

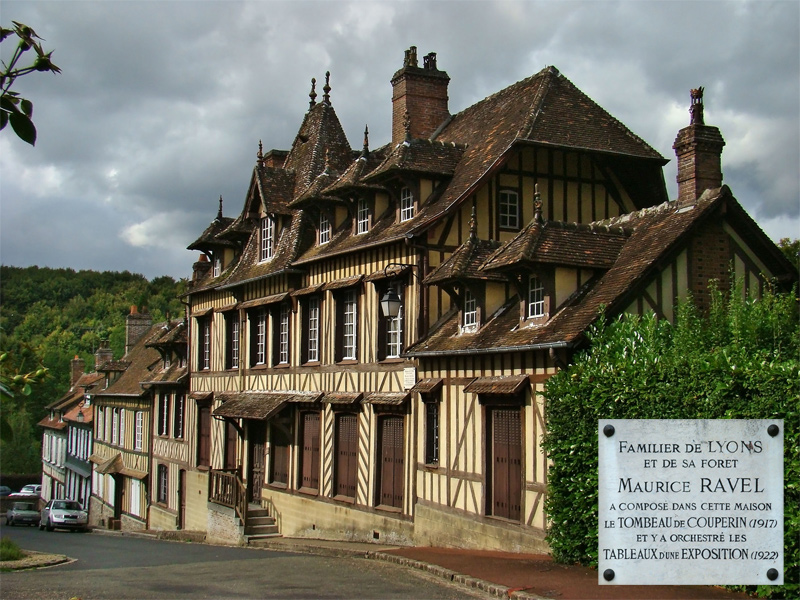
Casa em Lyons-la-Forêt onde Ravel compôs Le Tombeau de Couperin

## Análise
| I   | Prelúdio | Vif              | 12/16 | = 92       | mi menor  | à la mémoire du lieutenant Jacques Charlot   |
| II  | Fuga     | Allegro moderato | 4/4   | = 84       | mi menor  | à la mémoire de Jean Cruppi                  |
| III | Forlane  | Allegretto       | 6/8   | = 96       | mi menor  | à la mémoire du lieutenant Gabriel Deluc     |
| IV  | Rigaudon | Assez vif        | 2/4   | [ note 4 ] | dó maior  | à la mémoire de Pierre et Pascal Gaudin      |
| V   | Minueto  | Allegro moderato | 3/4   | = 92       | sol maior | à la mémoire de Jean Dreyfus                 |
| VI  | Tocata   | Vif              | 2/4   | = 144      | mi menor  | à la mémoire du capitaine Joseph de Marliave |

Le Tombeau de Couperin ancorou Ravel na tradição francesa de suites de dança para cravo, que foi criada por François Couperin ou Jean-Philippe Rameau. A palavra Tombeau no título refere-se a uma poética homenagem e música usada no século XVIII. Para Ravel, "L’hommage s’adresse moins […] à Couperin lui-même qu’à la musique française du XVIIIe siècle. "L’hommage s’adresse moins […] à Couperin lui-même qu’à la musique française du XXe siècle." Cada uma das seis partes é dedicada aos amigos do músico, elas caíram no fogo durante a Primeira Guerra Mundial.
Prelúdio
Fuga
O tema desta fuga a três-vozes, com uma duração de duas medidas, é ambíguo: embora todas as notas são derivados a partir da tríade de mi menor, a ênfase no sol sugere que a fuga é no tom de sol maior (relativa maior mi menor). Ele começa com uma síncope (o "e" do primeiro tempo), o que ajuda a perder o ouvinte.
Forlana
O Papa Pio X, julgando o tango licencioso, tinha visto ajuste para colocar de volta na frente do palco, esta antiga dança veneziana, que aparece no início do século XVII. Neste artigo figura uma transcrição da Forlana de 4e concert real, por François Couperin, em quem Ravel está provavelmente inspirado, como sugerem certos ritmos ou movimentos de baixo comuns às duas obras.
Rigaudon
Minueto
Tocata

## Adaptação para orquestra sinfônica
Quatro dessas peças (Prelúdio, Forlana, Minueto e Rigaudon) foram, mais tarde, orquestrada pelo próprio Maurice Ravel em 1919 e tocou pela primeira vez em 28 de fevereiro de 1920. Escrito por uma pequena orquestra sinfônica, o Tombeau de Couperin, é uma obra-prima de orquestração perto do concerto para orquestra como as peças individuais são solísticas, em especial o do 1.º oboé.
| Instrumentação do Tombeau de Couperin                                                                           |
| Cordas |
| Violinos I, Violinos II, Violas, Violoncelos, Contrabaixos, Harpa.                                              |
| Madeiras |
| 2 flautas, um tocando o flautim 2 oboé, um tocando o corne inglês, 2 clarinetes em lá e em si bemol, 2 fagotes. |
| Bronze |
| 2 trompas em fá, 1 trompete em si,                                                                              |

Quase 80 anos depois, o pianista e maestro húngaro Zoltán Kocsis começou a orquestrar as duas partes restantes, a Fuga e a Tocata.

## Partituras
- WIMA Partitura da Toccata.
- IMSLP Partituras completas para piano.
- IMSLP Partituras completas para orquestra.